# アイテン・アミン
アイテン・アミン（アラビア語: آيتن أمي）は、1978年にエジプトのアレクサンドリアで生まれたエジプトの映画監督、プロデューサー。
彼女は主に『タフリール2011』（2011年）と『ヴィラ69』（2013年）で知られている。

## 伝記
1978年にアレクサンドリアで生まれたアイテン・アミンは、2004年から2006年にかけてカイロ・アメリカン大学で学んだ。
2006年、彼女は初のフィクション短編映画と数本の広告映画を制作した。2011年のエジプト革命の最中には、進行中の政治的出来事に関するドキュメンタリー映画『タフリール2011：善人と悪人と政治家』の制作に参加した。この作品はヴェネツィア国際映画祭とトロント国際映画祭に選出され、2012年のベルリン国際映画祭では「平和のための映画」賞の最優秀ドキュメンタリー部門にノミネートされた。同じく2011年、彼女はカンヌ国際映画祭の「世界の映画パビリオン」（Pavillon des cinémas du monde）に招待され、将来性のあるプロデューサーに自身の長編映画プロジェクトを売り込む方法を学んだ。
彼女の初の長編フィクション映画『ヴィラ69』は2013年に公開された。脚本はムハンマド・エル・ハッジとマフムード・エッザトとの共同執筆である。2019年には、全70話のヒットテレビシリーズ『サーベ・ガール』（「7番目の隣人」）のうち20話を監督した。2020年には2作目の長編フィクション映画『スアード』を公開し、この作品は2020年のカンヌ国際映画祭に選出されたパンデミックによりカンヌ国際映画祭は中止されたものの本作は「カンヌ2020」の公式選出ラベルを与えられた。また、翌2021年のベルリン国際映画祭でも上映された。